# Розсвіт (Іглінський район)
Розсві́т (рос. Рассвет, башк. Рассвет) — присілок у складі Іглінського району Башкортостану, Росія. Входить до складу Красновосходської сільської ради.
За 1 км на південний захід 1989 року сталась залізнична катастрофа.
До 10 вересня 2007 року присілок називався селище Будка 1712 км.
Населення — 14 осіб (2010; 18 в 2002).
Національний склад:
- росіяни — 55 %
- башкири — 39 %